# خيل مونتاداس
خيل مونتاداس (بالإسبانية: Gil Muntadas) (25 سبتمبر 1993 بفيتش في إسبانيا - ) هو لاعب كرة قدم إسباني في مركز جناح ‏. لعب مع CF Pobla de Mafumet ‏ وSan Marino Calcio ‏ وSevilla FC C ‏.

## وصلات خارجية
- خيل مونتاداس على موقع قاعدة بيانات كرة القدم.إي يو (الإنجليزية)
- خيل مونتاداس على موقع Soccerway.com (الإنجليزية)